# Manderup Due (militär)
Manderup Due (Taube), född 5 februari 1668 på Krastrups gods i Farstrups socken i dåvarande Ålborgs amt på Jylland, död 11 mars 1710 (enligt gregorianska kalendern) efter slaget vid Helsingborg, var en dansk militär.

## Biografi
Due föddes in i släkten Due, en dansk förgrening av ätten Taube von der Issen, i sin tur en gren av uradelsätten Taube, som äldsta son till kanslirådet Bernt Due och Lisbeth Gregersdatter Krabbe på familjens gods Krastrup. Han skickades som 16-åring till Köpenhamn för att erhålla sin militärutbildning och två år senare var han fänrik vid Livgarden til Fods.

### Vilhelmska kriget
Han var del av den bataljon ur regementet som under hertig Ferdinand Vilhelm av Württemberg 1689 sändes som hjälptrupper till Vilhelmska kriget på Irland. Strax innan han  gav sig av gifte han sig den 19 oktober 1689 med Charlotte Amalie Gøye. Trupperna avseglade den 7 november 1689 och väl i Irland deltog regementet 1690 i slaget vid Boyne den 1 juli och första belägringen av Limerick från augusti till september. Under ett första anfall mot staden den 10 augusti sårades Due lindrigt i striderna. Efter att städerna Cork och Kinsale intagits gick styrkorna i vinterläger i Waterford i sju månader. Den allierade hären bröt slutligen upp från sina kvarter den 23 maj 1691 och i juni intogs staden Athlone. De jakobitiska trupperna tog därefter ställning vid slottet Aughrim där de två arméerna den 22 juli kom att mötas i ett avgörande slag. De danska trupperna var placerade på härens vänstra flygel, där de vilhelmitiska styrkorna satte in sitt första anfall på den svaga jakobitiska högerflygeln. Jakobiterna lyckades dock förstärka sin högerflygel och vid en tidpunkt stred Livgardets bataljon mot fyra jakobitiska bataljoner. Efter att jakobiternas överbefälhavare Charles Chalmot de Saint-Ruhe dödats av en kanonkula, föll deras linje samman och deras trupper föll till reträtt. 

### Pfalziska tronföljdskriget
Efter att de jakobitiska styrkorna övergivit sig och fredsfördraget slutits i Limerick den 2 oktober 1691 förflyttades Due, som det årets befordrats till sekondlöjtnant, med de allierade trupperna till Flandern för att delta i pfalziska tronföljdskriget. Där deltog de i det blodiga slaget vid Steenkerke där Livgardets bataljon tillhörde förtruppen och lyckades erövra en fransk ställning. Därefter försvarade bataljonen ställningen i nästan en timme under häftiga anfall innan man till slut var tvungen att retirera. Under slaget förlorade Livgarden 200 av sin styrka på 600 man. Under krigets resterande fem år deltog bataljonen inte under några större slag, utan var istället del av en del belägringar och mindre fälttåg. Due utsågs 1692 till premiärlöjtnant och 1695 till reformerad kapten. Trupperna återvände till slut till Danmark 1698 där Due var en av endast 260 överlevande av 804 vid kampanjens början.

### Stora nordiska kriget
Efter freden utsågs Due till verklig kapten och företog därefter en resa till Frankrike, men när det stora nordiska kriget blossade upp i Danmark år 1700 kallades han hem, men anlände inte förrän efter att Danmark hade tvingats ur kriget vid freden i Traventhal samma år. Han blev 1701 anställd som major vid det nyupprättade Grenaderkorpset. Regementet var inte en del av de trupper den danska kungen hyrde ut till spanska tronföljdskriget på den europeiska kontinenten mellan 1701 och 1714. Den 19 mars 1706 utsågs Due till överste och regementschef för lantmilisregementet Vestsjællandske nationale Regiment och den 9 juli 1708 blev han chef över Dronningens Livregiment, arméns tredje i rang efter Livgarden och Grenaderkorpset.
När Danmark åter gav sig in i stora nordiska kriget genom invasionen av Skåne 1709, var Dronningens Livregiment tillsammans med Livgarden och Grenaderkorpset de första trupperna att landstiga vid Råå den 12 november. Regementet fick till uppgift att ta ställning för att beskydda landstigningen från anfall från söder. Under större delen av fälttåget deltog regementet vid belägringen av Malmö, men efter att den svenska armén hade brutit in i Skåne avbröts belägringen och regementet anslöt till huvudarmén vid Skarhult. Danskarna drog sig tillbaka till Helsingborg där det båda arméerna den 10 mars möttes vid det avgörande slaget vid Helsingborg.
Dronningens Regiment vad under slaget placerat i främre linjen av den danska centern med Livgarden til Fods på höger sida längst ut på centerns högra flygel och Fynske Regiment till vänster. Under slaget drabbades Dues regemente särskilt hårt av artillerield i form av kartesch- och druvhagelladdningar från de svenska regementskanonerna. Efter att det danska kavalleriet på den högra flygeln hade brutit samman uppfattade några av soldaterna i regementets bakre led hur danska kavallerister flydde mot Helsingborg, jagade av svenska ryttare, och oro uppstod i leden. Medan förbandets officerare kämpade med att få soldaterna att hålla sina poster träffades Due av artillerield i både högra armen och vänstra benet och föll sårad ner från sin häst. Dues fall, tillsammans med fruktan att stängas av från Helsingborg, vände oron till panik och regementet upplöstes i full flykt. Fynske Regiment såg hur Dronningens Regiment tog till flykten och slog till reträtt. Även Jyske Regiment längre till vänster drogs med i flykten. Snart kollapsade hela den danska linjen och slaget var förlorat. Due fördes tillbaka till Helsingborg där han, trots försök att rädda hans liv genom amputering av högerarmen, avled av sina skador natten till den 11 mars.

### Eftermäle
Genom hustruns försorg begravdes Due i svärfadern Marcus Gøyes praktfulla familjegrav utformad av bildhuggaren Thomas Quellinus i Herlufsholms Kirke i Herlufsholms socken, Øster Flakkebjergs härad, Sorøs amt, på Själland. Giftermålet med Charlotte Amalie Gøye var barnlöst och änkan gifte 1716 om sig med greve Christian Rantzau. Med honom fick hon sonen Otto Manderup Rantzau.

## Egendomar
Efter faderns död 1699 övertog Due dennes egendomar, vilka omfattade släktgården Krastrup, samt Gunderstedgaard, Kjeldgaard, Albæk och Torstedlund. De två senare gårdarna ägde han gemensamt med sin bror, Albert Christoffer Due. I och med sitt giftermål med Charlotte Amalie Gøye blev Due efter att hustruns fader, Marcus Gøye, avlidit 1698 även ägare till släkten Gøyes egendom Brahesborg tillsammans med sin hustru. Han sålde Kjeldgaard till Herluf Jensen (adlad Stjernholm 1747) 1709. Efter Dues död övertog brodern ägandeskapet av Albæk och Torstedlund, medan hustrun ägde Krastrup, där hon fortsatte att bo, Gunderstedgaard och Braheborg.